# Công quốc Sachsen-Altenburg
Công quốc Saxe-Altenburg (tiếng Đức: Sachsen-Altenburg) là một trong những công quốc Sachsen do nhánh Ernestine của Nhà Wettin nắm giữ ở Thuringia, Đức ngày nay. Đây là một trong những nhà nước nhỏ nhất của Đế quốc Đức với diện tích 1.323 km vuông và dân số 207.000 người (1905), trong đó khoảng 1/5 cư trú tại thủ đô Altenburg. Lãnh thổ của công quốc bao gồm hai lãnh thổ không tiếp giáp được ngăn cách bởi vùng đất thuộc Thân vương quốc Reuss. Nền kinh tế của nó dựa trên nông nghiệp, lâm nghiệp và công nghiệp nhỏ. Nhà nước là một quân chủ lập hiến với một quốc hội bao gồm ba mươi thành viên do những người nộp thuế nam trên 25 tuổi lựa chọn.